# Сто двадцять (фільм)
Сто двадцять (тур. Yüz Yirmi) — художній турецький фільм режисерів Ожана Ерена та Муракамі Саракоглу.

## Сюжет
120 дітей від 12 до 17 років, добровільно вирушають в складну подорож. Їм доводиться тягнути на своїх спинах амунніцію через глибокі сніги і гори, щоб допомогти солдатам Першої Світової війни.